# Kostel svatého Václava (Roudníky)
Kostel svatého Václava v Roudníkách u Chabařovic v okrese Ústí nad Labem je římskokatolický kostel zasvěcený svatému Václavovi. Do roku 2013 byl filiálním kostelem v trmické farnosti, která jej tehdy prodala soukromému majiteli. Kostel je chráněn jako kulturní památka.

## Historie
V době třicetiletá válka kostel využívali obyvatelé Roudník, ale také Vyklic, Lochočic a Otovic. V roce 1711 proběhla poslední větší přestavba, gotický charakter stavby ale zůstal zachován.
V roce 1991 byl kostel, rekonstruovaný v sedmdesátých letech 20. století, prohlášen kulturní památkou.
V roce 2013 byl kostel i s přilehlým hřbitovem za rozhořčení místních obyvatel nabídnut k prodeji za cenu 1,5 milionu korun. Prodejem došlo ke splacení části dluhů trmické farnosti, která prodělala při provozování pily v Klenči na Litoměřicku. Kostel s přilehlým hřbitovem byl prodán manželům Karáskovým z Prahy za jeden milion korun a noví majitelé se pustili do jeho postupné opravy. V kostele se konají bohoslužby a kulturní akce, hřbitov je využíván městem Chabařovice. V roce 2022 byl kostel opět na prodej a to za částku 4 490 000 korun.

## Zařízení
Unikátní nález byl zaevidován při restaurování v roce 1966, když bylo zjištěno, že dveře uzavírající prostor za hlavním oltářem pod svrchním nátěrem, napodobujícím mramorování, skrývají pozdně gotickou malbu. V jejím horním poli je zpodobena scéna umučení svatého Šebestiána, v dolním upálení mistra Jana Husa.
V kostele se nacházejí varhany od varhanáře Karla Eisenhuta z roku 1882, které byly přemístěny v sedmdesátých letech 20. století z kostela svatého Martina v zlikvidované Tuchomyšli.